# 포커스라이트
포커스라이트 PLC(Focusrite PLC)는 영국의 음악 및 오디오 제품 제조업체다.
본사는 영국 하이위컴에 기반을 두고 있으며, 브랜드 명이 포커스라이트 오디오 엔지니어링(Focusrite Audio Engineering Ltd.)이였을 때의 역사를 갖고 있다.
포커스라이트 그룹은 포커스라이트(Focusrite), 포커스라이트 프로(Focusrite Pro), 마틴 오디오(Martin Audio), 아담 오디오(ADAM Audio), 노베이션(Novation), 앰비파이 뮤직(Ampify Music), 옵티멀 오디오(Optimal Audio), 그리고 서퀜셜(Sequential)로, 총 8개의 브랜드로 거래된다.
포커스라이트는 전문가용 스튜디오와 가정용 스튜디오를 위한 오디오 인터페이스, 마이크 프리앰프, 콘솔, 아날로그 이퀄라이저(EQ) 및 채널 스트립, 디지털 오디오 처리 하드웨어 및 소프트웨어를 설계하고 판매한다.

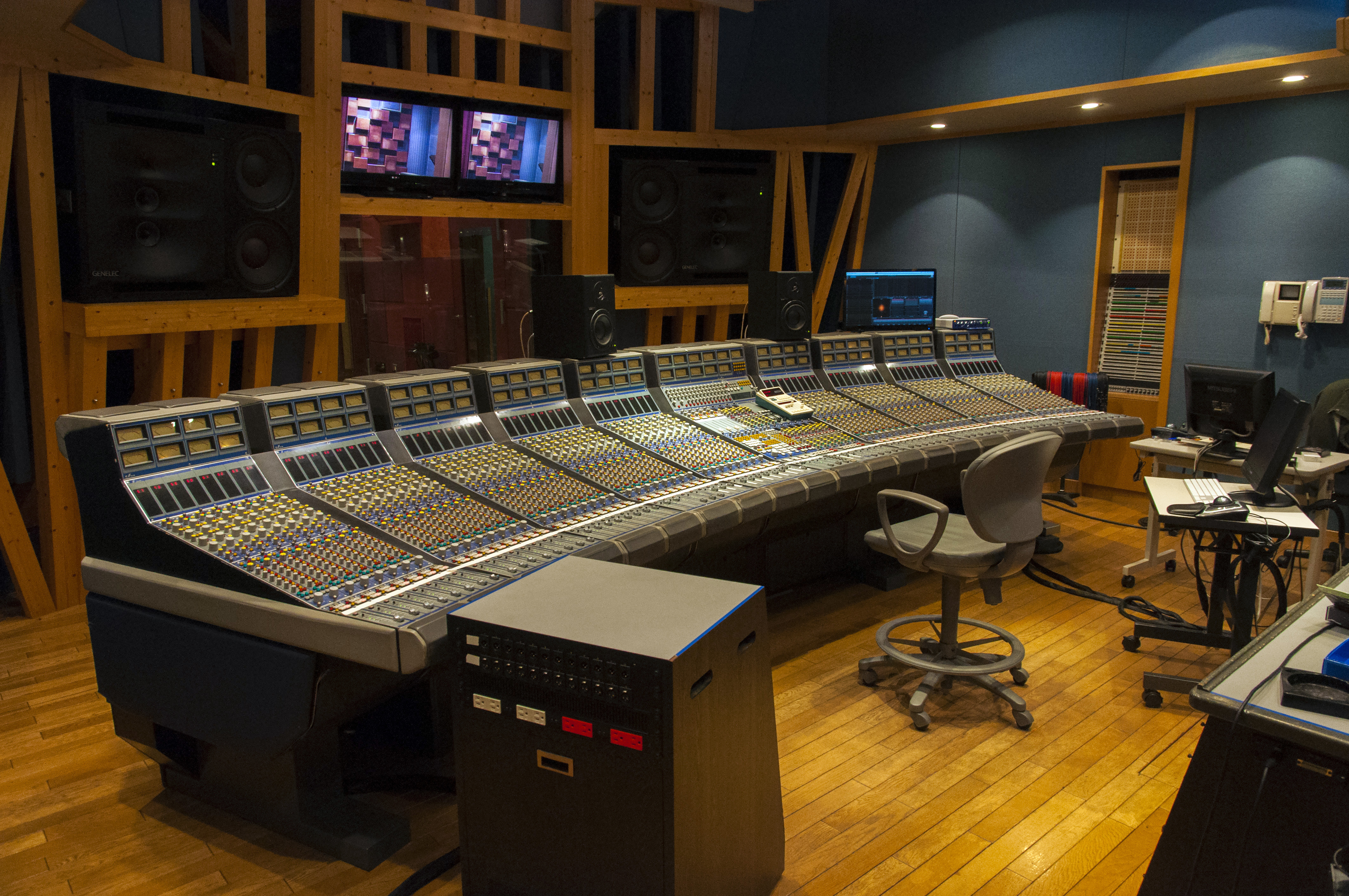
포커스라이트 콘솔(72in 48out, GML Fader Automation) @ CRESCENTE STUDIO, 일본 도쿄 세타가야구

## 역사
1985년 루퍼트 네브(Rupert Neve)가 포커스라이트를 설립했다. 포커스라이트의 첫 번째 계약에는 조지 마틴(George Martin)이 AIR 스튜디오의 맞춤형 네브(Neve) 콘솔(초기 카리브해에 있던 마틴의 AIR 몬세라트(Montserrat) 스튜디오에 있는 빈티지 레코딩 콘솔(특히 마이크 프리앰프 및 이퀄라이저))에 대한 확장을 구축하는 것을 포함했다.
오디오 산업 기업가이자 사운드크래프트 일렉트로닉스 주식회사의 공동 설립자인 필 더데리지(Phil Duderidge)는 1989년 4월 회사의 자산을 매입하여 포커스라이트 오디오 엔지니어링 주식회사(Focusrite Audio Engineering Ltd)를 설립, 이후 일부 새로운 디자인과 함께 기본 모듈을 재발행했다.또한 1990년에 출시된 새로운 콘솔인 포커스라이트 스튜디오 콘솔(Focusrite Studio Console)을 디자인했다.
2004년 8월, 포커스라이트는 전자 악기 제조업체인 노베이션을 인수하여 노베이션 디지털 뮤직 시스템즈(Novation Digital Music Systems Ltd.)라는 자회사가 되었다.
2014년 12월 12일, 포커스라이트는 AIM 마켓에 포커스라이트 PLC(Focusrite PLC)라는 이름으로 출시되었다.
2019년 7월, 포커스라이트는 모니터 스피커 제조업체인 아담 오디오(ADAM Audio)를 인수했고, 2019년 12월에는 음향 강화용 라우드스피커 시스템을 제조하는 업체인 마틴 오디오(Martin Audio)를 인수했다.
2021년 4월, 포커스라이트는 아날로그 신시사이저의 디자인 브랜드 서퀜셜(Sequential)을 인수했다.
2022년 3월, 포커스라이트는 영국의 오디오 장비 제조업체인 리니어 리서치 홀딩즈(Linea Research Holdings)를 1,260만 파운드에 인수했다.